# US Souf
Der Union Sportive de Souf (arabisch الاتحاد الرياضي السوفي), auch bekannt als US Souf oder USS , ist ein algerischer Fußballverein aus El Oued in der Provinz El Oued. Ab der Saison 2024/25 spielt der Verein in der zweiten Liga, der Algerian Ligue 2.

## Erfolge
- Algerian Ligue 2: 2022/23 (Gr. Centre-East)  ▲

## Stadion
Der Verein trägt seine Heimspiele im Stade du 20-Août-1955 in Algier aus. Das Stadion hat ein Fassungsvermögen von 15.000 Personen.

## Trainer
| Trainer            | Nation              | von               | bis               |
| ------------------ | ------------------- | ----------------- | ----------------- |
| Réda Bendriss      | Algerien            | 1. Juli 2022      | 30. Juni 2023     |
| Omar Belatoui      | Algerien            | 31. Juli 2023     | 26. November 2023 |
| Attef Bettira      | Algerien Frankreich | 1. Dezember 2023  | 18. Dezember 2023 |
| Mohammed Bellabaci | Algerien            | 20. Dezember 2023 | 3. Januar 2024    |
| Samir Chibane      | Algerien            | 4. Januar 2024    |                   |